# Португалска крстарица
Португалска крстарица или физалија (лат. Physalia physalis) је врста хидромедуза из породице Physaliidae. Насељава тропска мора, али може да доспе и у мора умереног појаса. Живи при самој површини мора (у тзв. еуфотичној зони) и снабдевена је мехуром величине 28−30 cm на коме се налази једро, тако да може да је покреће и ветар. Иако наликује медузи, она заправо представља колонију. Тело колоније је прозрачно, а поједини делови могу бити јаркоцрвени. Пипци јој достижу дужину и до 30 метара, а може болно да ожари, тако да јато ових сифонофора изазива панику и проблеме на плажама. Она својим пипцима паралише рибе које могу бити и до 30 cm дуге, а којима се храни. Рибе се потом преносе до уста оних полипа који су прилагођени за исхрану.